# Авгура
А́вгура — река в Республике Мордовия России. Устье реки находится в 48 км по левому берегу реки Сивинь. Длина реки составляет 31 км, площадь водосборного бассейна — 185 км².

## Данные водного реестра
По данным государственного водного реестра России относится к Окскому бассейновому округу, водохозяйственный участок реки — Мокша от истока до водомерного поста города Темников, речной подбассейн реки — Мокша. Речной бассейн реки — Ока.
Код объекта в государственном водном реестре — 09010200112110000027742.